# Wieczywno
Wieczywno (dodatkowa nazwa w j. kaszub. Wiecziwno) – osada leśna w Polsce  położona w województwie pomorskim, w powiecie bytowskim, w gminie Lipnica. 
Gajówka w sołectwie Borowy Młyn położona na Równinie Charzykowskiej w regionie Kaszub zwanym Gochami, nad rzeką Chociną.
W latach 1975–1998 miejscowość administracyjnie należała do województwa słupskiego.